# Waterwingebied Son

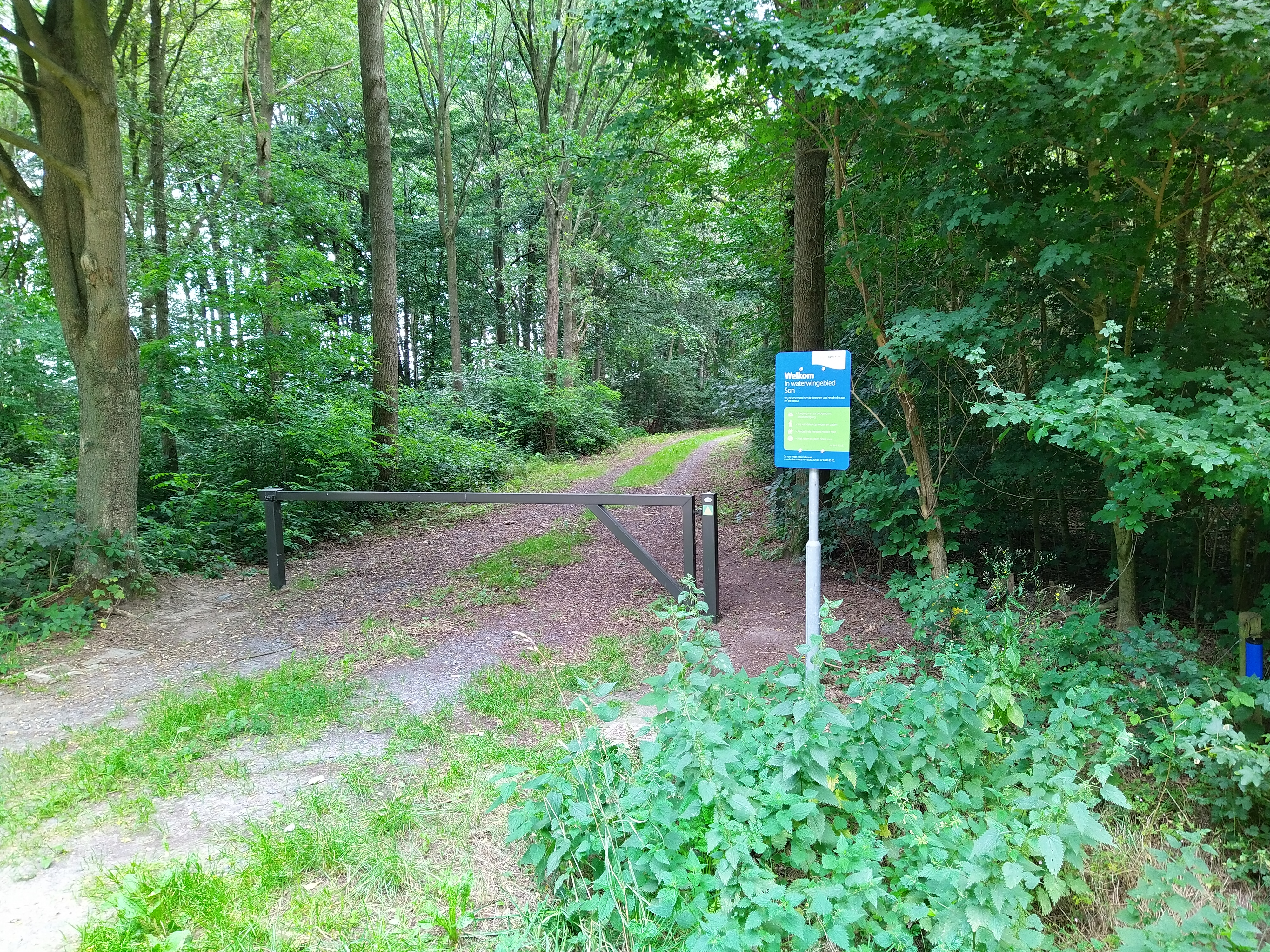

Het Waterproductiebedrijf Son is een locatie te Son van waterleidingmaatschappij Brabant Water, waar drinkwater wordt gewonnen uit het diepe grondwater.
Dit waterwingebied is gelegen tussen de buurtschappen Vleut en Sonniuswijk en bestaat uit een langgerekt L-vormig gebied dat beplant is met loof- en naaldbomen en waarin zich 26 putten bevinden. De diepste is 249 meter.
Het gebied beslaat 34 ha, is enkele km lang en ongeveer 100 meter breed. In het midden ervan ligt het pompstation.
Het waterwingebied is beplant met Zomereiken, Berken, Populieren en Fijnsparren, steeds in grote percelen bij elkaar. De aanplant is nog betrekkelijk jong.
Het gebied is vrij toegankelijk en er loopt een pad over de volle lengte ervan. Enkele wandelroutes lopen erdoorheen.